# Jezioro Grabowskie (Kaszuby)
Jezioro Grabowskie (kasz. Jezoro Grabòwsczé) – jezioro rynnowe położone na Pojezierzu Kaszubskim (powiat kościerski, województwo pomorskie).
Powierzchnia zwierciadła wody według różnych źródeł wynosi od 135,0 ha do 140,7 ha. 
Zwierciadło wody położone jest na wysokości 179,7 m n.p.m. lub 180,4 m n.p.m. Średnia głębokość jeziora wynosi 13,3 m lub 6 m, natomiast głębokość maksymalna 28,1 m.
W oparciu o badania przeprowadzone w 2002 roku wody jeziora zaliczono do III klasy czystości.